# جنو بيترياشفيلي
جنو بيترياشفيلي (مواليد 1 أبريل 1994) هو لاعب مصارعة الحرة جورجي، فاز بعدة ميداليات أبرزها ذهبية بطولة العالم في 2017 و2018و 2019.

## روابط خارجية
- جنو بيترياشفيلي على موقع قاعدة بيانات المصارعة الدولية (الإنجليزية)
- جنو بيترياشفيلي على موقع اللجنة الأولمبية الدولية (الإنجليزية)
- جنو بيترياشفيلي على موقع أوليمبيديا (الإنجليزية)